# 毛虫のボロ
『毛虫のボロ』（けむしのボロ）は、スタジオジブリ制作の日本の短編アニメーション映画。2018年3月21日公開。

## 概要

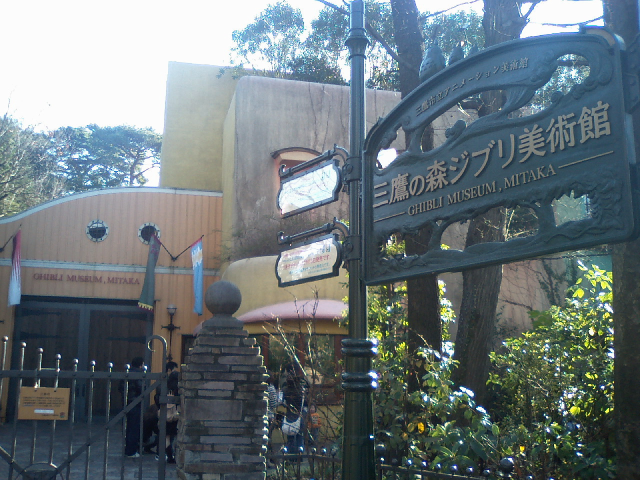
「土星座」が併設される三鷹市立アニメーション美術館

三鷹市立アニメーション美術館（通称：三鷹の森ジブリ美術館）に併設された映画館「土星座」で公開するための映画として、スタジオジブリにより制作された。原作・脚本・監督を宮崎駿が担当する。宮崎が監督した映画作品としては、2013年に公開された『風立ちぬ』以来の新作となる。また、宮崎にとって、初めての3Dアニメーション作品となる予定であったが限定的な使用に留まり、ジブリ従来通りの手書きアニメーションである。作画監督は本田雄。原画は山下明彦。
本作については宮崎が早くから構想を練っており、いずれ制作したい作品として折に触れ語られていた。たとえば1997年に放送された『トップランナー』にて、宮崎は制作したい作品として『東京汚穢合戦』とともに『毛虫のボロ』を挙げ、その概要について語っていた。1990年代に映画化企画が真剣に検討されたが、結局断念することになり、代わりに採用された企画が『もののけ姫』である。
2018年1月9日に三鷹市立アニメーション美術館が、同年3月21日より館内限定で公開することを発表した。上映時間は14分20秒である。

## あらすじ
孵化したばかりの毛虫が外界に出て行く姿を描いている。

## スタッフ
本作の制作過程はドキュメンタリー番組『NHKスペシャル』で公開された。なお、CGディレクターとして櫻木優平を起用する様子が番組で紹介されていたが、本作のCG作画監督は中村幸憲である。櫻木は他の作品に参加するという理由で降板。CGディレクターの役職も降ろされている。ジブリ美術館内で販売されている本作のパンフレットに記載されたクレジットには「CG作画」としては記録されているが、本編映像のクレジットには櫻木の名前は記載されていない。
- 原作・脚本・監督 - 宮崎駿
- 音楽 - 久石譲
- プロデューサー - 鈴木敏夫
- 作画監督 - 本田雄
- 原画 - 山下明彦
- 美術 - 武重洋二、吉田昇
- CG作画監督 - 中村幸憲
- 制作 - スタジオジブリ